# Тунельний мікроскоп

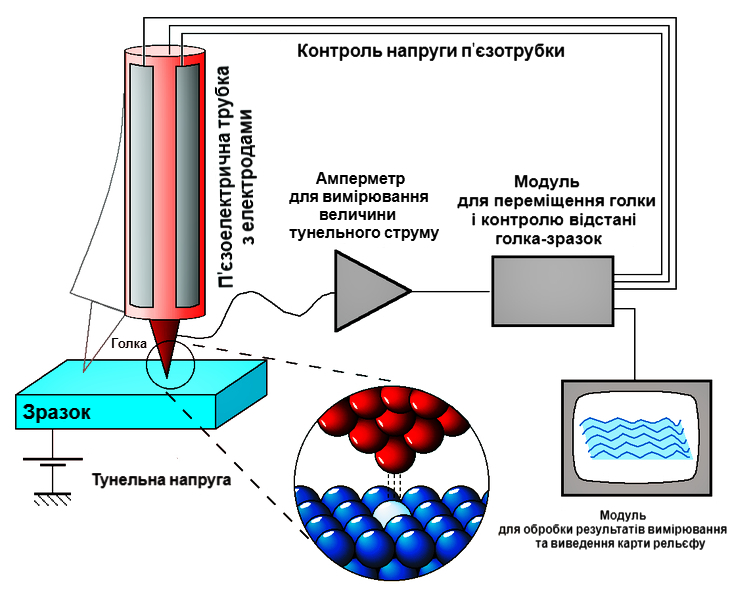
Схема роботи сканувального тунельного мікроскопа

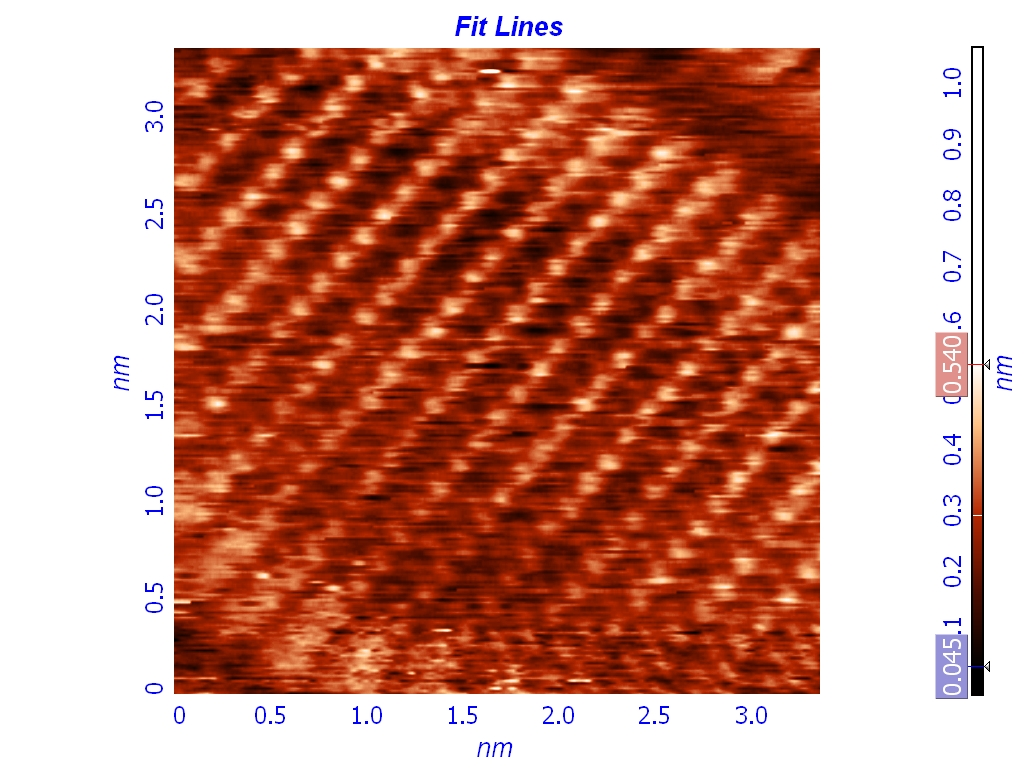
Зображення отримане за допомогою сканувального тунельного мікроскопа. На зображенні моношар нормального алкану C46H94

Сканувальна тунельна мікроскопія (СТМ) (англ. scanning tunneling microscope) — метод дослідження детальної структури електропровідної поверхні з атомною точністю. В основі його лежить використання тунельного ефекту, що здійснюється так: до кінчика тоненької (молекулярних розмірів) голки, що розміщена над поверхнею, прикладається певна (дуже мала) напруга, що викликає невеликий квантово-механічний тунельний струм для подолання енергетичного бар'єра між кінчиком голки та поверхнею. За величиною цього струму створюється топографічна карта поверхні. Збільшення напруги може привести до зміщення атомів поверхні або й викликати хімічну реакцію.

## Історія
Тунельний мікроскоп винайшли Герд Бінніг і Генріх Рорер зі швейцарського відділення IBM, за що отримали Нобелівську премію з фізики за 1986 рік разом із винахідником електронного мікроскопа Ернстом Рускою. У своєї Нобелівської лекції Рорер і Біннінг написали: 
|  | …Через приблизно два роки, незадовго до одержання перших зображень, ми довідалися про статтю Р. Янга зі співавторами, у якій було дано опис польового випромінюючого мікроскопа, названого авторами «топографайнером» (topografiner). Цей мікроскоп мав багато спільного зі СТМ, якщо не вважати того, що вістря розташовувалося досить далеко від поверхні … Якби вони оцінили хоча б теоретично роздільну здатність тунелювання при скануванні, те, імовірно, прийшли б до нової ідеї — Сканувальної Тунельної Мікроскопії. Вони підійшли до цієї ідеї ближче, ніж хто-небудь інший. |

Див. також роботи Рассела Янга, що були надруковані значно раніше 

## Принцип дії
Принцип дії тунельного мікроскопа заснований на пропусканні тунельного струму між тонким щупом і поверхнею. Щуп сканує поверхню в горизонтальній площині і переміщається у вертикальній площині таким чином, щоб підтримувати струм на постійному рівні. Вертикальні переміщення задаються прикладеною напругою, яка й фіксується для кожної точки поверхні, дозволяючи побудувати рельєф.